# Synnøve Solemdal
Synnøve Solemdal (Tingvoll, 15 mei 1989) is een Noorse biatlete.

## Carrière
Solemdal maakte haar wereldbekerdebuut in maart 2009 in Trondheim, een week na haar debuut scoorde ze in Chanty-Mansiejsk haar eerste wereldbekerpunten. In november 2011 behaalde ze in Östersund haar eerste toptienklassering in een wereldbekerwedstrijd. Op 8 december 2012 boekte de Noorse in Hochfilzen haar eerste wereldbekerzege.
Solemdal nam vijf keer deel aan de wereldkampioenschappen biatlon. Haar beste individuele resultaat was een zestiende plaats op 12,5 kilometer massastart op de wereldkampioenschappen biatlon 2013 in Nove Mesto. Tijdens de wereldkampioenschappen biatlon 2012 veroverde ze samen met Tora Berger, Ole Einar Bjørndalen en Emil Hegle Svendsen de wereldtitel op de gemengde estafette, samen met Fanny Horn, Elise Ringen en Tora Berger sleepte ze de bronzen medaille in de wacht op de 4x6 kilometer estafette. In 2016 haalde ze met de estafetteploeg in Oslo het goud op de 4x6 km.

## Resultaten

### Olympische Winterspelen
| Jaar | Plaats      | Onderdeel   | Onderdeel | Onderdeel     | Onderdeel  | Onderdeel | Onderdeel          |
| Jaar | Plaats      | Individueel | Sprint    | Achtervolging | Massastart | Estafette | Gemengde estafette |
| ---- | ----------- | ----------- | --------- | ------------- | ---------- | --------- | ------------------ |
| 2014 | Sotsji      | –           | 35e       | 36e           | –          | –         | –                  |
| 2018 | Pyeongchang | 40e         | 50e       | 41e           | –          | 4e        | –                  |

### Wereldkampioenschappen
| Jaar | Plaats            | Onderdeel   | Onderdeel | Onderdeel     | Onderdeel  | Onderdeel | Onderdeel          | Onderdeel                 |
| Jaar | Plaats            | Individueel | Sprint    | Achtervolging | Massastart | Estafette | Gemengde estafette | Single gemengde estafette |
| ---- | ----------------- | ----------- | --------- | ------------- | ---------- | --------- | ------------------ | ------------------------- |
| 2011 | Chanty-Mansiejsk  | 62e         | 42e       | gelapt        | –          | 5e        | –                  |                           |
| 2012 | Ruhpolding        | 39e         | 32e       | 24e           | 18e        | Brons     | Goud               |                           |
| 2013 | Nové Město        | 53e         | 19e       | 19e           | 16e        | Goud      | Goud               |                           |
| 2015 | Kontiolahti       | 46e         | –         | –             | –          | 4e        | –                  |                           |
| 2016 | Oslo Holmenkollen | –           | 34e       | 24e           | –          | Goud      | –                  |                           |
| 2017 | Hochfilzen        | –           | –         | –             | –          | –         | –                  |                           |
| 2019 | Östersund         | 29e         | 62e       | –             | –          | Goud      | –                  | –                         |
| 2020 | Antholz           | 60e         | –         | –             | –          | Goud      | –                  | –                         |

### Wereldkampioenschappen junioren
| Jaar | Plaats  | Onderdeel   | Onderdeel | Onderdeel     | Onderdeel |
| Jaar | Plaats  | Individueel | Sprint    | Achtervolging | Estafette |
| ---- | ------- | ----------- | --------- | ------------- | --------- |
| 2009 | Canmore | 9e          | 11e       | 5e            | 5e        |
| 2010 | Torsby  | 22e         | Brons     | Brons         | Zilver    |

### Wereldbeker
Eindklasseringen
| Seizoen   | Algemeen | Individueel | Sprint | Achtervolging | Massastart |
| --------- | -------- | ----------- | ------ | ------------- | ---------- |
| 2008/2009 | 81e      | –           | 81e    | 68e           | –          |
| 2009/2010 | 67e      | –           | 57e    | 64e           | –          |
| 2010/2011 | 46e      | 44e         | 47e    | 36e           | –          |
| 2011/2012 | 13e      | 17e         | 11e    | 15e           | 13e        |
| 2012/2013 | 24e      | –           | 25e    | 17e           | 26e        |
| 2013/2014 | 29e      | 42e         | 35e    | 28e           | 22e        |
| 2014/2015 | 76e      | –           | 68e    | –             | –          |
| 2015/2016 | 44e      | 31e         | 59e    | 39e           | 40e        |
| 2017/2018 | 31e      | 8e          | 34e    | 34e           | 28e        |
| 2018/2019 | 50e      | 43e         | 59e    | 44e           | –          |
| 2019/2020 | 51e      | 52e         | 62e    | 35e           | –          |

Wereldbekerzeges
| Nr.         | Datum            | Plaats          | Onderdeel             |
| Individueel | Individueel      | Individueel     | Individueel           |
| ----------- | ---------------- | --------------- | --------------------- |
| 1.          | 8 december 2012  | Hochfilzen      | 10 km achtervolging   |
| 2.          | 8 december 2013  | Hochfilzen      | 10 km achtervolging   |
| Estafettes  |                  |                 |                       |
| 1.          | 11 december 2011 | Hochfilzen      | 4x6 km estafette      |
| 2.          | 1 maart 2012     | Ruhpolding (WK) | Gemengde estafette    |
| 3.          | 9 december 2012  | Hochfilzen      | 4x6 km estafette      |
| 4.          | 9 januari 2013   | Ruhpolding      | 4x6 km estafette      |
| 5.          | 7 februari 2013  | Nové Město (WK) | Gemengde estafette    |
| 6.          | 15 februari 2013 | Nové Město (WK) | 4x6 km estafette      |
| 7.          | 11 maart 2016    | Oslo (WK)       | 4x6 km estafette      |
| 8.          | 16 maart 2019    | Östersund (WK)  | 4x6 km estafette      |
| 9.          | 11 januari 2020  | Oberhof         | 4x6 km estafette      |
| 10.         | 22 maart 2020    | Rasen-Antholz   | 4x6 km estafette (WK) |